# Zaklínač a Antikrist
Zaklínač a Antikrist je česká freewarová akční hra na hrdiny z roku 2011. Hra je inspirována Zaklínačem od Andrzeje Sapkowského a Drákulou od Brama Stokera.

## Hratelnost
Hra je viděna shora a grafika je složena z foto-textur. Souboje probíhají v reálném čase přímo na mapě. Za každou zabitou nestvůru hráč dostane XP body. Po získání určitého množství hráč postupuje na další úroveň. Hlavními atributy ve hře je útok, obrana a životy. Ty lze vylepšovat předměty, které lze najít. Například meč zvyšuje útok, štít obranu a modré houby maximální počet životů. Kromě toho jsou zde i schopnost vědění, páčení a magie. Ty mají další tři stupně.

## Příběh
Hlavní hrdina Gabriel je začínající zaklínač. Na své první misi má prozkoumat trosky hradu Věren. Avšak při plnění svého úkolu se však dostává do jiného světa. Zde se musí střetnout s zlem o němž se mu nezdálo ani v nejhorších nočních můrách.